# Graciano Rozada Vallina
Graciano Rozada Vallina (El Entrego, 2 de marzo de 1913-Saint-Éloy-les-Mines, 25 de junio de 2003) fue un sindicalista y capitán español del bando republicano.

## Biografía
Graciano Rozada Vallina fue el marido de Ángeles Flórez Peón (1918-2024), última miliciana vivade la guerra civil española.
Después del Golpe de Estado en España de julio de 1936, se integra al Ejército Popular de la República con el grado de capitán en el Frente de Bilbao.
Cuando cayó toda la región de Asturias en octubre de 1937, se escondió en las montañas. Intentó escapar en barco el 14 de enero de 1939 hasta la playa de El Puntal, en Asturias, pero su fuga fue impedida por la Guardia Civil.
Durante la dictadura de Francisco Franco, fue condenado a 15 años de prisión y trabajó en la mina La Revenga en San Martín del Rey Aurelio.
Participó en la reorganización del Partido Socialista Obrero Español y logró exiliarse en Francia, en el pueblo de Saint-Éloy-les-Mines, en el departamento de Puy-de-Dôme, en Auvernia.
Continuó haciendo campaña en esta ciudad, con su esposa, apodada Maricuela, hasta su muerte el 25 de junio de 2003, a la edad de 90 años.